# 하이웨이 스타 (기업)
주식회사 하이웨이 스타(일본어: 株式会社ハイウェイスター 가부시키가이샤 하이웨이스타[*], 영어: HIGHWAY STAR, Inc.)는 PA 엔지니어링 및 아티스트 매니지먼트를 주된 사업 내용으로 하는 일본의 기업이다.

## 개요
사장은 레이지의 보컬이자 JAM Project의 리더인 카게야마 히로노부이다.
카게야마 히로노부가 2006년에 세운 회사로 2008년까지만 해도 소속된 가수가 많지 않았으나 2009년과 2010년에 연속해서 새로 이적해 오는 가수가 늘고 있다.
회사의 위치는 란티스가 있는 빌딩과 같은 빌딩이다.

## 역사
2006년 2월 10일, LAZY의 보컬 담당으로 애니송 가수 카게야마 히로노부가 대표 이사 사장으로서 음악 사무소 '주식회사 SOLID VOX'(솔리드 복스)를 설립했다.
2009년 4월 17일, PA 엔지니어링 회사 '주식회사 앰버톤'(株式会社アンバートーン)이 설립되었다.
2011년 8월 1일, 란티스의 음악 제작부가 독립적으로 '주식회사 아이윌(일본어: 株式会社アイウィル, 영어: I WILL Co.,Ltd.)가 설립했다. 이 회사는 2013년 10월에 인디 레이블 'I WILL MUSIC'을 설립했다.
2015년 4 월 1일, 앰버톤이 SOLID VOX와 합병하여 '주식회사 하이웨이 스타'로 상호를 변경했다. SOLID VOX는 이 회사의 SOLID VOX 사업부가 된다. 같은 해 8월, 반다이 남코 홀딩스의 연결 자회사가 된다.
2016년 7월 1일자로 하이웨이 스타가 아이윌을 흡수 합병. 아이윌의 프로덕션·음악 출판 부문은 동사의 I WILL 사업부가 되어, 음악 제작 부문은 란티스에 계승되었다. 또한 2017년 9월 1일에는 SOLID VOX사업부와 I WILL사업부가 통합한 후 아티스트 매니지먼트 부문은 '하이웨이 스타 프로덕션 사업부'로 개칭, PA엔지니어 부문도 '음향 사업부'가 되었다.
2021년 4월 1일자로 반다이 남코 그룹으로부터 독립, 신체제로 재시동한다.
2021년 10월 13일, LOGIC & MAGIC과 공동으로 가상 아티스트에 특화한 음악 레이블 'Acro'를 설립했다.

## 소속 멤버
순서는 일본어 50음도 순이다.
- 이시다 요코(2011년 7월 1일 부터)
- 엔도 마사아키
- 카게야마 히로노부(대표)
- 키타 슈헤이(2009년 3월 1일 부터)
- 키타다니 히로시
- 쿠리바야시 미나미(2010년 3월 1일부터 2011년 12월 31일까지)
- 사사키 사야카(2012년 3월 1일부터)
- 미사토 아키
- 요네쿠라 치히로(2010년 4월 1일 부터)
- 하시모토 미유키(2010년 7월 1일 부터)

## 같이 보기
- 란티스
- JAM Project